# Jason Gardener
Jason Gardener (Bath, 18 de septiembre de 1975) es un atleta británico, especialista en la prueba de relevos 4 × 100 m, con la que ha logrado ser campeón olímpico en 2004.

## Carrera deportiva
En las Olimpiadas de Atenas 2004 gana el oro en los relevos 4 × 100 metros, con un tiempo de 38.07 segundos, por delante de Estados Unidos y Nigeria, y siendo sus compañeros de equipo: Darren Campbell, Marlon Devonish y Mark Lewis-Francis.
Y en el mundial de Sevilla 1999 consiguió la plata en la misma prueba, y seis años más tarde, en el mundial de Helsinki 2005 ganó el bronce, con un tiempo de 38.27 segundos, tras los franceses y trinitenses, y siendo sus compañeros de equipo: Marlon Devonish, Christian Malcolm y Mark Lewis-Francis.